# Psittacanthus sonorae
Psittacanthus sonorae är en tvåhjärtbladig växtart som först beskrevs av Watson, och fick sitt nu gällande namn av Kuijt. Psittacanthus sonorae ingår i släktet Psittacanthus och familjen Loranthaceae. Inga underarter finns listade i Catalogue of Life.